# Pliogyps
Pliogyps is een geslacht van uitgestorven condors dat in het Mioceen en Plioceen in Noord-Amerika leefde. 

## Fossiele vondst
Het geslacht Pliogyps omvat twee soorten, waarvan de fossielen zijn gevonden in de Verenigde Staten. P. charon (Becker 1986) is beschreven op basis van vondsten in de Love Bone Bed in Florida die dateren uit het Laat-Mioceen (NALMA Clarendonian). Fossielen van de typesoort P. fisheri (Tordoff 1959) zijn gevonden in Rexroad in Kansas en dateren uit het Plioceen (NALMA Blancan).

## Kenmerken
Pliogyps was zo groot als een hedendaagse koningsgier met een robuust lichaam en korte poten.  